# Anyphaenoides pacifica
Espèce
Synonymes
- Aysha pacifica Banks, 1902
- Quechuella lampra Chamberlin, 1916

Anyphaenoides pacifica est une espèce d'araignées aranéomorphes de la famille des Anyphaenidae.

## Distribution
Cette espèce se rencontre de la Trinité au Chili y compris aux îles Galápagos.

## Description
Le mâle décrit par Banks en 1902 mesure 4,5 mm et la femelle 5,5 mm.

## Étymologie
Son nom d'espèce lui a été donné en référence au lieu de sa découverte, l'océan Pacifique, où se trouvent les îles Galápagos.

## Publication originale
- Banks, 1902 : Papers from the Hopkins Stanford Galapagos Expedition; 1898-1899. VII. Entomological Results (6). Arachnida. With field notes by Robert E. Snodgrass. Proceedings of the Washington Academy of Science, vol. 4, p. 49-86 (texte intégral).